# NGC 544
NGC 544 é uma galáxia elíptica (E/SB0) localizada na direcção da constelação de Sculptor. Possui uma declinação de -38° 05' 40" e uma ascensão recta de 1 horas, 25 minutos e 11,8 segundos.
A galáxia NGC 544 foi descoberta em 23 de Outubro de 1835 por John Herschel.